# 林泉寺 (上越市)

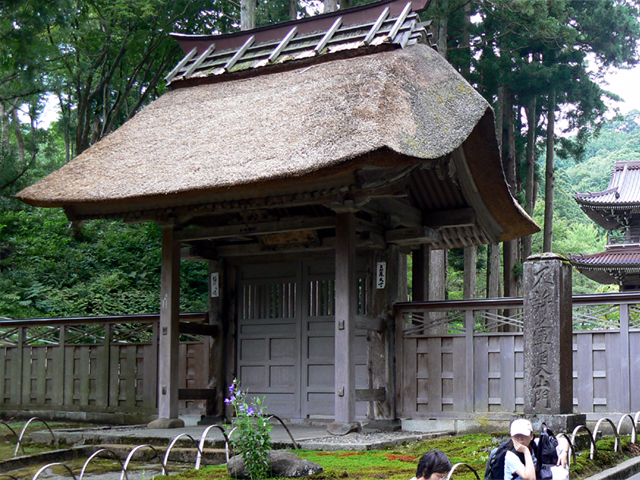
惣門

林泉寺（りんせんじ）は、新潟県上越市にある曹洞宗の寺院である。山号は春日山（かすがさん）。越後国守護代長尾氏、およびその後裔である米沢藩上杉家の菩提寺として知られ、長尾氏の居城・春日山城の山麓に建立されている。なお、上杉家は江戸時代初期に、移封先の米沢城下にも同名の春日山林泉寺を建立しており、こちらも今日まで山形県米沢市に存在する。

## 歴史
明応6年（1497年）、越後守護代・長尾能景が亡父の17回忌供養のため曇英恵応を開山に拝招して創建した。能景とその子・為景の保護を受けて守護代長尾氏の菩提所として発展した。天文5年（1536年）に為景が死ぬと、為景の末子・虎千代（のちの上杉謙信）が7歳で林泉寺に預けられ、14歳で呼び戻され元服して景虎と称するまで林泉寺の六世住職・天室光育から学問を学んだ。景虎がのちに上杉家を継承し上杉輝虎を称すると、林泉寺は上杉家の菩提寺となる。輝虎は七世住職益翁宗謙のもとで参禅し、元亀元年（1570年）に剃髪したとき師の諱から一字を取って不識庵謙信と号した。
天正6年（1578年）に急死した謙信の遺骸を収めた棺は、謙信の号のもととなった春日山城内の不識院に埋葬されたが、謙信の養子・景勝が慶長3年（1598年）に会津へ、慶長6年（1601年）に米沢へと移封されたのにともなって、米沢へと移された。通説では、林泉寺もこれにしたがって移転したとされている。開山以来の袈裟と持鉢は上越市の林泉寺に残されており、法統上の正統を伝えている。
上杉家の転封後、春日山城下に残された林泉寺は一時衰退するが、上杉景勝に代わって春日山城主となった堀秀治によって再興され、春日山城主・堀家、堀家改易後高田城に入封した松平氏諸家、18世紀前半から明治維新まで高田藩に在封した榊原家と、歴代の上越地方の支配者により菩提寺として尊崇を受けた。堀家は堀秀重、堀秀政、堀秀治3代の位牌と墓がある。
江戸時代の林泉寺は、江戸幕府2代将軍・徳川秀忠から御朱印で寺領224石を授けられ、高田藩主から禁制の特権を与えられていた。寛永年間および弘化4年（1847年）の2度の火災で本堂や山門などが焼失する。
1925年、上杉謙信生誕400年を記念して山門（二重門）が再建された。直江津の彫刻家滝川美堂作の仁王像は、台座の高さも合わせると4メートル近くに及ぶ。1997年、開創500年を記念して新たに本堂が建立された。
境内には上杉謙信の墓所、川中島合戦戦死者の供養塔がある。惣門は春日山城の搦手門を移築したものと伝えられ、現存する唯一の春日山城の建築物となっている。また、山門に掲げられた「第一義」の扁額は謙信の直筆である。

## 交通アクセス
春日山城の山麓に立地する。
公共交通
- えちごトキめき鉄道妙高はねうまライン 春日山駅より西へ約2 km（徒歩約25分）
- 頸城自動車 7 春日山・佐内線（佐内入口 - 直江津駅前 - 林泉寺入口 - 春日山駅前 - 中央病院 - 上越モール前・悠久の里前） 「林泉寺入口」バス停より徒歩約10分